# Euxoa conspicua
Euxoa conspicua là một loài bướm đêm thuộc họ Noctuidae. Nó được tìm thấy ở Bồ Đào Nha, Tây Ban Nha, Andorra, Pháp, Ý, Corse, Kríti, Cộng hòa Síp, România, Bulgaria, Hy Lạp, Ukraina và miền nam và miền đông Nga, phía đông đến Trung Quốc và miền bắc Ấn Độ. Nó cũng có mặt ở the Levant.
Con trưởng thành bay từ tháng 6 đến tháng 7. Có một lứa một năm.

## Hình ảnh

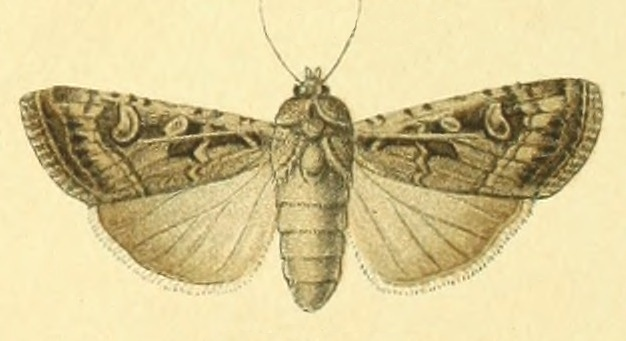
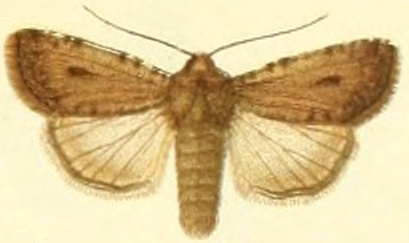